# Valmojado
Valmojado ist ein Ort und eine zentralspanische Gemeinde (municipio) mit 4.771 Einwohnern (Stand: 2024) in der Provinz Toledo im Norden der Autonomen Gemeinschaft Kastilien-La Mancha. 

## Lage und Klima
Valmojado liegt etwa 30 km (Fahrtstrecke) südwestlich von Madrid und etwa 38 km nordnordwestlich von Toledo in der historischen Provinz La Mancha in einer Höhe von ca. 655 m. Durch die Gemeinde führt die Autovía A-5.
Das Klima im Winter ist rau, im Sommer dagegen trocken und warm; der spärliche Regen (ca. 410 mm/Jahr) fällt überwiegend in den Wintermonaten.

## Bevölkerungsentwicklung
| Jahr      | 1970 | 1981 | 1991 | 2001 | 2011 | 2021 |
| Einwohner | 2064 | 2141 | 2164 | 2421 | 4175 | 4430 |

Trotz der zunehmenden Mechanisierung der Landwirtschaft und der Aufgabe bäuerlicher Kleinbetriebe ist die Bevölkerung – hauptsächlich durch Zuwanderung – seit den 2000er Jahren deutlich angestiegen.

## Sehenswürdigkeiten
- alte Windmühle
- Dominikuskirche (Iglesia de Santo Domingo de Guzmán)

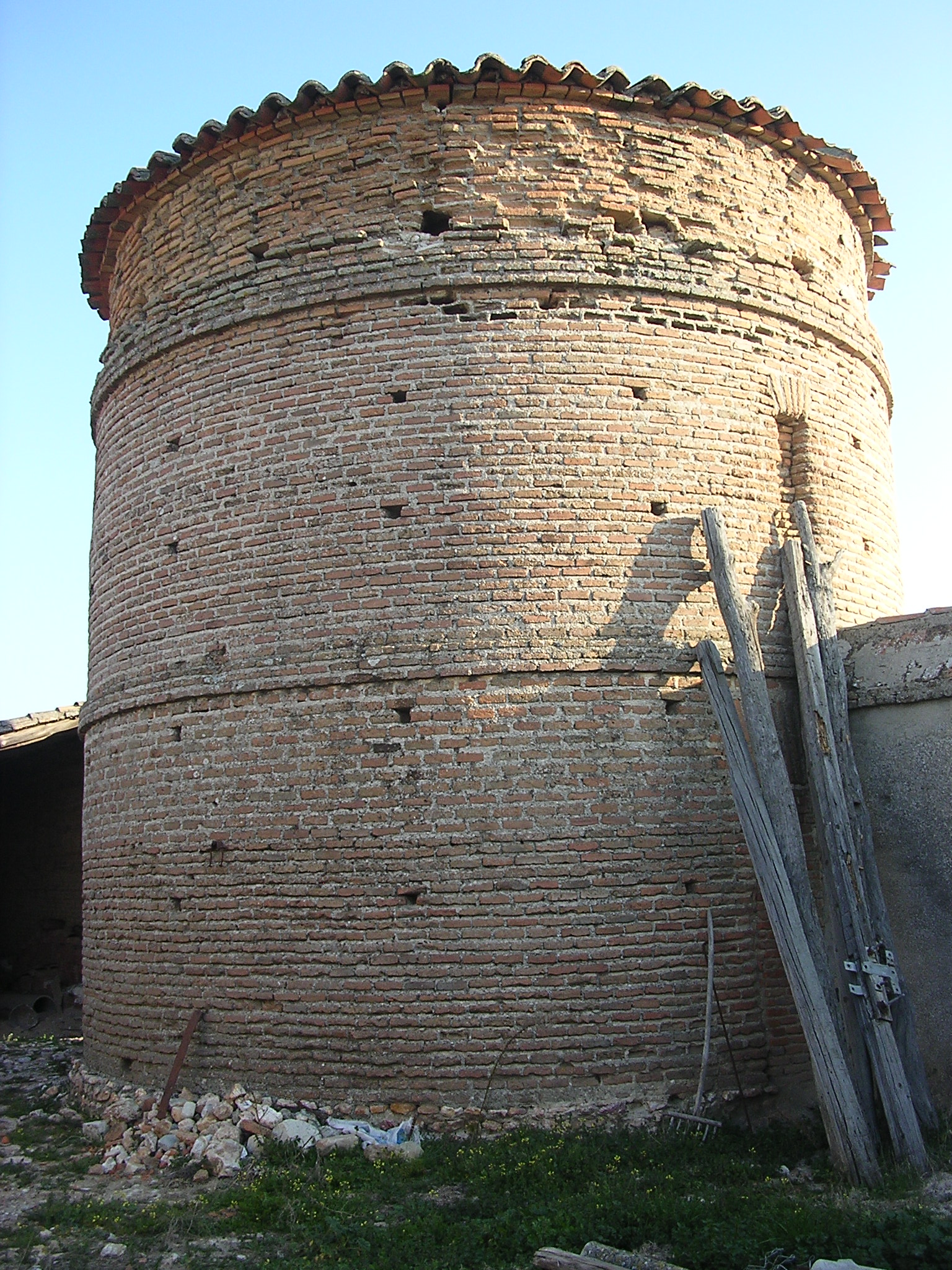
Alte Windmühle
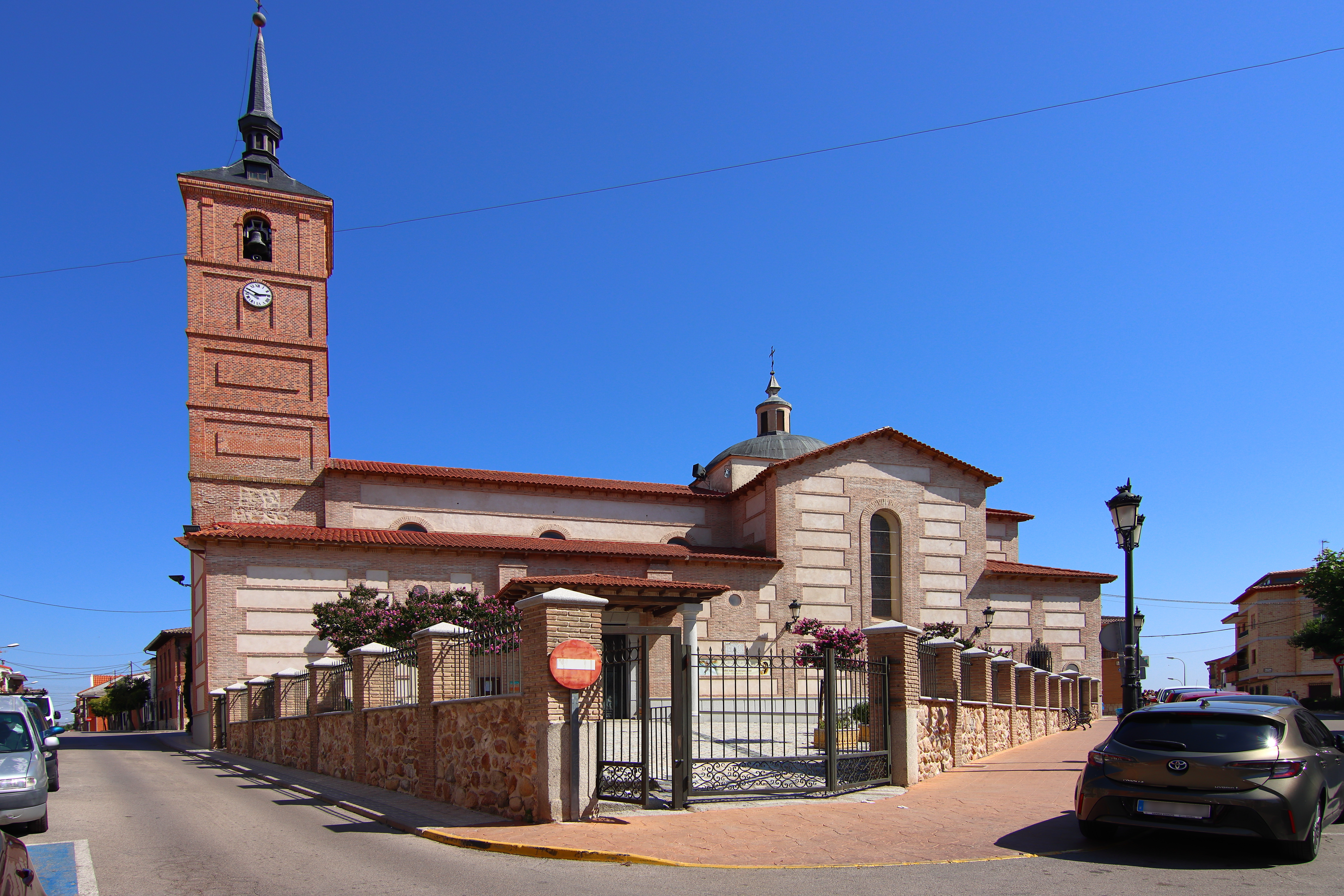
Dominikuskirche
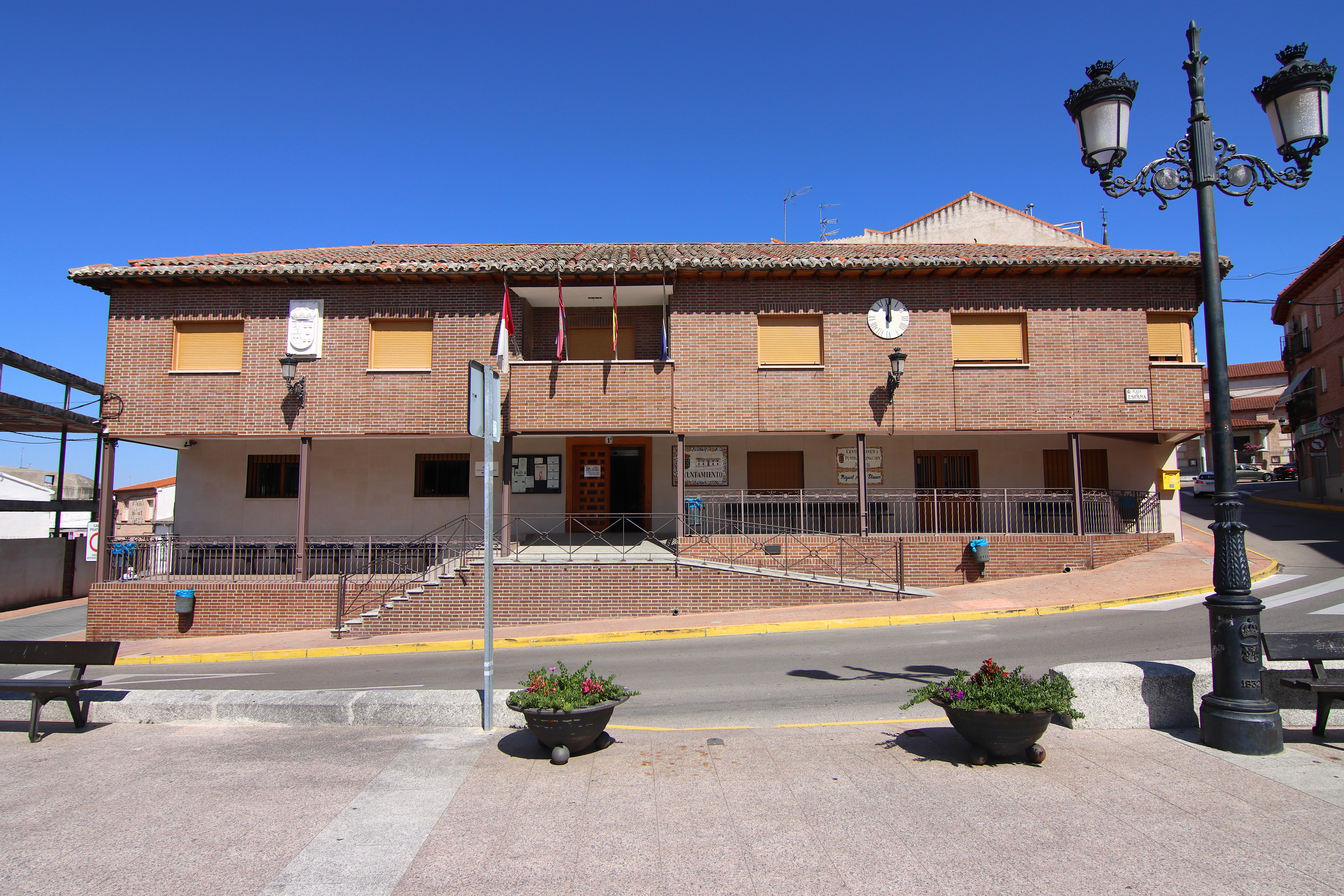
Rathaus
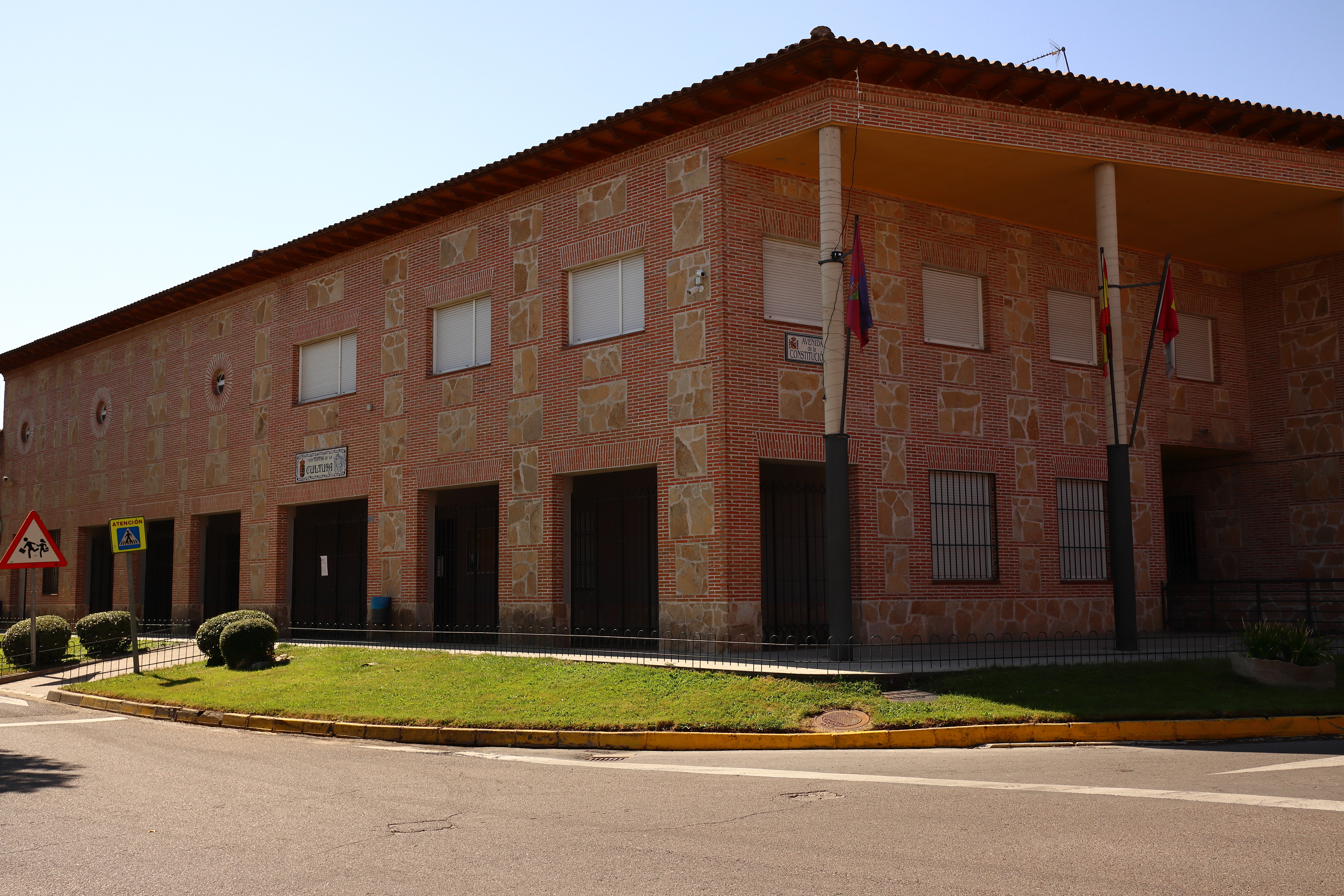
Heimatmuseum mit Kulturzentrum